# Kervignac
Kervignac är en kommun i departementet Morbihan i regionen Bretagne i nordvästra Frankrike. Kommunen ligger i kantonen Port-Louis som tillhör arrondissementet Lorient. År 2022 hade Kervignac 7 085 invånare.

## Befolkningsutveckling
Antalet invånare i kommunen Kervignac
| Referens: INSEE |